# Art of Life
Art of Life (с англ. — «Искусство жизни») — четвёртый студийный альбом японской метал-группы X Japan, выпущенный 25 августа 1993 года. Состоит из одноимённой 29-минутной композиции, написанной Ёсики полностью на английском языке и записанной с Королевским филармоническим оркестром. Запись возглавила чарт Oricon, её продажи превысили 600 000 копий. Art of Life является первым альбомом группы, созданным при участии бас-гитариста Хита и изданным под названием X Japan.

## Предыстория и выпуск
После выпуска двух успешных альбомов Blue Blood (1989) и Jealousy (1991) группа обрела большую популярность в Японии. Ежегодно она проводила концерты на самой большой арене страны — «Токио Доум», причём все билеты оказывались распроданы. Между тем в 1992 году группу покинул Тайдзи, на его место пришёл Хит.
Также в 1992 году Ёсики приобрёл комплекс звукозаписывающих студий One on One Recording Studios в Северном Голливуде (Лос-Анджелес), который позже получит название Extasy Recording Studios и станет местом, где будут записываться почти все работы музыканта. Для выпуска Art of Life группа покинула лейбл Sony и подписала контракт с Atlantic Records. Как и в случае с предыдущим альбомом, Art of Life записывался в Японии, Лос-Анджелесе и Лондоне на студии «Эбби-Роуд» (для записи оркестра). Art of Life изначально задумывался как песня, которая бы вошла в Jealousy на отдельном компакт-диске, однако выпуск песни был отложен на три года. Согласно музыкальному критику Тэцуси Итикаве, задержка была «связана с „беспощадным“ перфекционизмом Ёсики относительно вокального направления. Более того, многие деловые вопросы препятствовали записи „Art of Life“, поэтому Jealousy вышел одной частью».
«Думаю, я пытался даже себя убедить не умирать. Пытаться идти дальше. Это очень позитивный посыл, мне кажется. Потому что […] я был довольно склонным к самоубийству. […] Я просто ненавидел жизнь много раз. Также это послание и людям, и мне самому. Я должен был убедить себя идти дальше. Потом я написал песню».
Оркестрованная часть композиции, записанная с Королевским филармоническим оркестром содержит несколько пассажей различной скорости и с применением разных инструментов, включая несколько гармонизированных гитарных соло и восемь минут игры только на пианино. Музыка создавалась под влиянием «Неоконченной симфонии» Франца Шуберта. В 2011 году Ёсики рассказал, что написал песню примерно за две недели, а её запись заняла около двух лет. Говоря о тексте песни, музыкант признался, что источником служила его собственная жизнь, особенно период, когда он думал о самоубийстве после смерти отца.
Обложка альбома была создана с использованием подлинного рентгеновского снимка черепа Ёсики. У него возникли трудности с проведением этой процедуры, так как больницы отказывались делать снимок без медицинских показаний.
Впервые о песне стало известно 30 июля 1992 года, когда X Japan исполнила её в «Ниппон Будокане». Поскольку каждый участник X Japan начал сольную карьеру, в год выпуска Art of Life группа провела всего два концерта — на арене «Токио Доум» 30 и 31 декабря, которые назывались X Japan Returns. Так появилась традиция проводить концерты в канун Нового года, которая длилась вплоть до распада группы.
В 1998 году вышел концертный альбом, содержаний два исполнения «Art of Life» во время тех двух концертов, объединённых в одну композицию. Он получил название Art of Life Live и достиг 20-го места в чарте Oricon. Записи обоих концертов были выпущены на DVD в 2008 году как X Japan Returns 1993.12.30 и X Japan Returns 1993.12.31, последний из которых изначально вышел в 2003 году на VHS и DVD как Art of Life 1993.12.31 Tokyo Dome. Третий фрагмент «Art of Life» вошёл в We Are X — саундтрек к фильму «Мы — X».

## Коммерческий успех
В первую неделю сентября 1993 года Art of Life занял 1-е место в чарте Oricon, его продажи достигли 337 490 копий. К концу года было продано 513 000 копий, таким образом он стал 28-м самым продаваемым альбомом года. К 2013 году продажи Art of Life превысили 600 000 копий.

## Отзывы критиков
| Оценки критиков | Оценки критиков |
| Источник        | Оценка          |
| --------------- | --------------- |
| Sputnikmusic    | [ 14 ]          |

Обозреватель сайта Sputnikmusic Ник Батлер дал «Art of Life» оценку 5 из 5 и назвал её «японской „Stairway to Heaven“ — многослойной песней с почти мифической репутацией, в которой кристаллизуется всё, что сделало группу такой выдающейся». Сравнивая с похожей по тематике «A Change of Seasons» группы Dream Theater, он заявил, что «Art of Life» «более эмоциональная, разнообразная, интенсивная, впечатляющая и эпичная», добавив, что участники X Japan лучше владеют своими инструментами. Подводя итог рецензии, Батлер охарактеризовал работу как «вне всякого сомнения лучшую песню, которую я когда-либо слышал».

## Наследие
В первые годы после выпуска «Art of Life» исполнялась на концертах всего несколько раз, однако после воссоединения в 2007 году X Japan регулярно исполняет её полностью или частично. Впервые после воссоединения группа исполнила её 28 марта 2008 года в «Токио Доум». Во время этого выступления показывалась голограмма умершего Хидэ, созданная на основе кадров одного из концертов 1993 года. Группа не доиграла песню до конца, так как Ёсики во время неё упал в обморок.

## Участники записи
X Japan
- Тоси — вокал
- Хидэ — гитара
- Пата — гитара
- Хит — бас-гитара
- Ёсики — барабаны, пианино, синтезатор

Другие участники
- Дик Маркс — дирижирование, аранжировка струнных, оркестровка
- Ричард Брин — инженер записи и сведения
- Шелли Берг — аранжировка струнных, оркестровка
- Кадзухико Инада — MIDI-программинг